# Lista do Património Cultural Imaterial da Humanidade em Honduras

A Organização das Nações Unidas para a Educação, a Ciência e a Cultura (UNESCO) propôs um plano de proteção ao patrimônio cultural do mundo, através da Convenção sobre o Patrimônio Cultural Imaterial da Humanidade, cujo processo de implementação teve início em 1997 e foi oficializado em 2003. Esta é uma lista do Patrimônio Cultural Imaterial existente em Honduras, especificamente classificada pela UNESCO visando catalogar e proteger manifestações da cultura humana no país. Honduras ratificou a convenção em 24 de julho de 2006, tornando suas manifestações culturais elegíveis para inclusão na lista.
A manifestação cultural Língua, dança e música dos Garífunas foi a primeira manifestação de Honduras incluída na lista do Patrimônio Cultural Imaterial da UNESCO por ocasião da 3.ª Sessão do Comitê Intergovernamental para a Proteção do Patrimônio Cultural Imaterial da Humanidade, realizada em Istambul (Turquia) em 2008. Desde então, esta é a única manifestação cultural de Honduras classificada como Patrimônio Cultural Imaterial.

## Bens imateriais
Honduras conta atualmente com as seguintes manifestações declaradas como Patrimônio Cultural Imaterial pela UNESCO:
| | Língua, dança e música dos Garífunas |
| Bem imaterial inscrito em 2008. |                                      |
| Este bem é compartilhado com: Belize, Guatemala e Nicarágua. |                                      |
| Uma população de origem mista que incorpora elementos culturais de grupos indígenas caribenhos e africanos, os garífunas se estabeleceram ao longo da costa atlântica da América Central após serem forçados a fugir da ilha caribenha de São Vicente no século XVIII. Hoje, as comunidades garífunas vivem principalmente em Honduras, Guatemala, Nicarágua e Belize. A língua garífuna pertence ao grupo de línguas arawakanas e sobreviveu a séculos de discriminação e dominação linguística. É rico em contos (úraga) originalmente recitados em velórios ou grandes tertúlias. As melodias reúnem elementos africanos e ameríndios, e os textos são um verdadeiro repositório da história e dos saberes tradicionais dos garífunas, como o cultivo da mandioca, a pesca, canoagem e construção de casas de barro cozido. Há também uma quantidade considerável de sátira nessas canções, que são acompanhadas por vários tambores e danças, às quais os espectadores podem participar. (UNESCO/BPI) |                                      |